# Max Eitingon

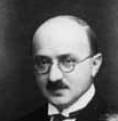
Max Eitingon, 1922

Max Eitingon (geboren 26. Juni 1881 in Mogilew, Russisches Kaiserreich; gestorben 30. Juli 1943 in Jerusalem) war ein Arzt und Psychoanalytiker. Er war ein treuer Anhänger Sigmund Freuds und zeitweise der Hauptfinanzier der psychoanalytischen Bewegung. Von 1925 bis 1934 fungierte er als Präsident der Internationalen Psychoanalytischen Vereinigung.

## Leben

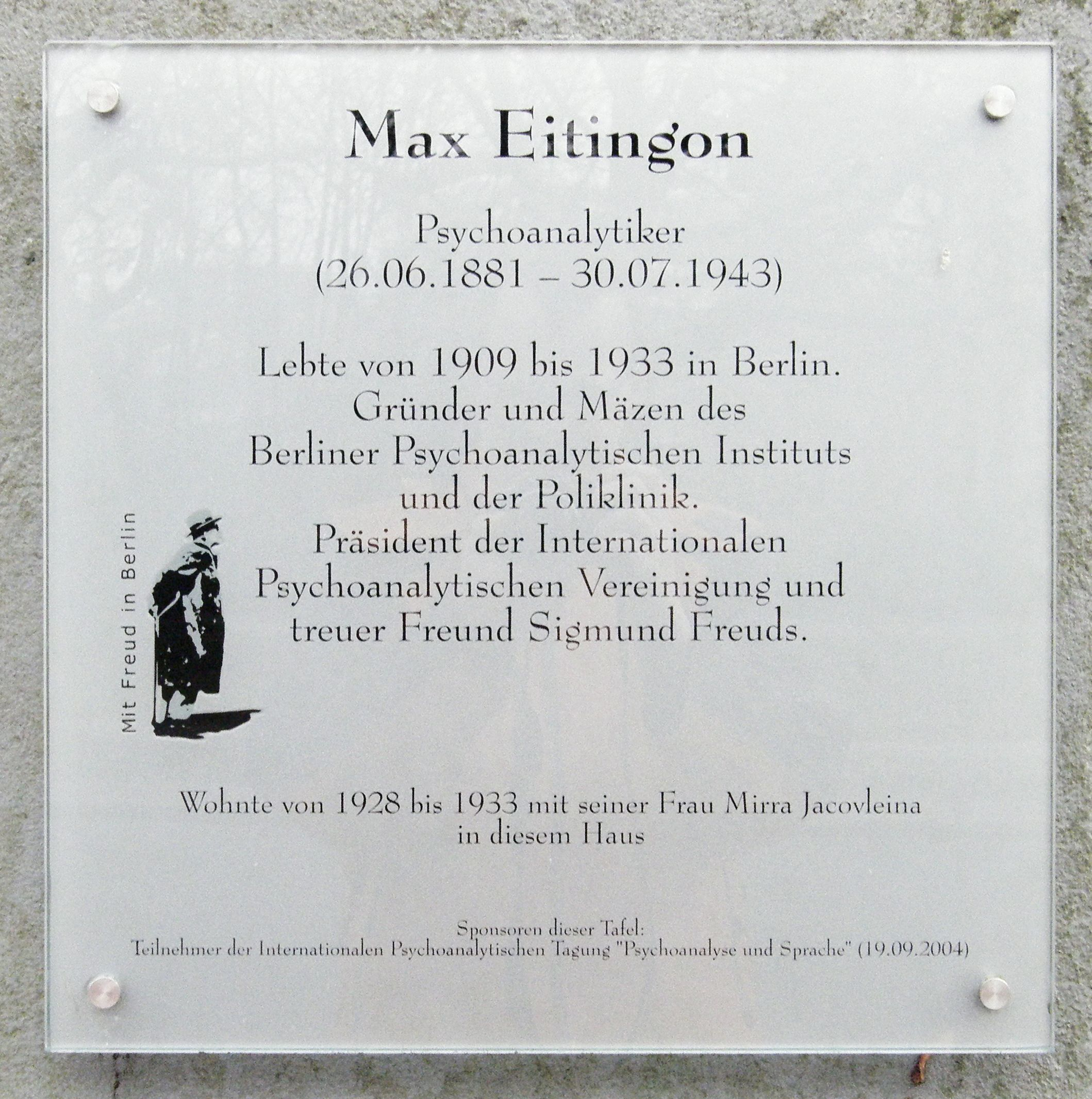
Gedenktafel für Max Eitingon. Altensteinstraße 26, Berlin-Lichterfelde, aus der Reihe Mit Freud in Berlin

Max Eitingon kam als viertes Kind des erfolgreichen Rauchwarenhändlers („Pelzkönig vom Leipziger Brühl“) Chaim Eitingon und dessen Frau Chasse Alexandra Lifschitz (1861–1929) zur Welt. 1893 zog die Familie nach Leipzig, wo er die Realschule besuchte. Von 1900 bis 1904 studierte er Medizin in Leipzig, Halle, Heidelberg und Marburg und ging danach an die Universität Zürich, wo er von 1906 bis 1908 Unterassistent von Eugen Bleuler wurde. 
Er war, noch vor Carl Gustav Jung, der erste Psychiater, der Kontakt zu seinem Kollegen Sigmund Freud wegen dessen neu entwickelter Methode der Psychoanalyse aufnahm. Er wurde von diesem kurz analysiert, bevor er sich 1910 in Berlin niederließ.
Seit 1919 war er Mitglied des „Geheimen Komitees“, dem Freuds engste Mitarbeiter angehörten. Zusammen mit Karl Abraham gründete er 1920 die psychoanalytische Poliklinik in Berlin, die erste Einrichtung dieser Art weltweit, die auch zahlungsschwachen Patienten psychoanalytische Behandlung bot. Eitingon finanzierte aus dem Familienvermögen in beträchtlichem Umfang sowohl diese Klinik als auch den Internationalen Psychoanalytischen Verlag, worauf sich Freuds Bonmot bezog: „Die besten Fälle der Analyse sind die Felle des alten Eitingon.“
Aus der Poliklinik ging das Berliner Psychoanalytische Institut hervor. 1923 führte Eitingon Ausbildungsrichtlinien am Institut ein. Auf Anregung Ernst Simmels wurde 1924 unter Eitingons Vorsitz ein Ausschuss zur Erarbeitung international gültiger Richtlinien zur psychoanalytischen Ausbildung gegründet, dessen Empfehlungen auf dem IX. Internationalen Kongress in Bad Homburg vor der Höhe 1925 allgemeine Gültigkeit erlangten. Eitingon wurde zum Vorsitzenden der internationalen Unterrichtskommission gewählt; das blieb er bis zu seinem Tod.
Nachdem er vor den Nazis nach Palästina geflohen war, gründete er dort mit Mosche Wulff die Psychoanalytische Vereinigung Palästinas. Eitingon hielt Kontakt zu Freud und besuchte ihn auch nach 1933 noch mehrmals in Wien.
Während Eitingons letzter Lebensjahre wurde ihm nachgesagt, er sei sowjetischer Spion; darüber schrieb Vladimir Nabokov eine Kurzgeschichte. Sein Cousin Naum Eitingon war involviert in den Auftragsmord an Trotzki.